# Emily Chepar Kimuria
Emily Chepar Kimuria (* 10. Juni 1975) ist eine kenianische Langstreckenläuferin, die sich auf Straßenläufe spezialisiert hat.
2002 gewann sie die Premiere des Linz-Marathons und wurde Zweite beim H. C. Andersen Marathon. Im Jahr darauf siegte sie beim Kempten-Halbmarathon sowie beim Altötting-Halbmarathon und wurde Zweite beim Berlin-Marathon.
2004 wurde sie Vierte beim Berliner Halbmarathon, gewann den Hamburg-Marathon, verteidigte ihren Titel in Altötting und wurde Zweite beim Amsterdam-Marathon.
Einem Sieg beim Venedig-Marathon 2005 folgten 2006 jeweils ein vierter Platz in Hamburg und Amsterdam, ein Sieg beim Greifenseelauf und ein dritter Platz beim Singapur-Marathon.
2008 wurde sie Zweite beim Prag-Marathon, 2009 Vierte in Hamburg, Dritte bei der Route du Vin und Sechste in Singapur.

## Persönliche Bestzeiten
- Halbmarathon: 1:11:27 h, 7. September 2003, Altötting
- Marathon: 2:28:18 h, 28. September 2003, Berlin